# Jenny d'Héricourt
Jeanne-Marie Poinsard, conocida como Jenny de Héricourt, (Besançon, 9 de septiembre de 1809 -Santo-Ouen, 12 de enero de 1875) fue una escritora feminista revolucionaria francesa.

## Biografía
Jeanne-Marie Poinsard, nació en Besançon en el seno de una familia de artesanos protestantes y republicanos. En 1817 se trasladó a París. En 1836 tras cuatro años de matrimonio se separó de su marido y reivindicó el divorcio, entonces prohibido.
Tras formarse como institutriz dirigió una escuela privada de niñas. De manera autodidacta estudió fisiología e historia natural. Obtuvo la licenciatura en medicina homeopática, se formó como partera en el Hospital de Maternidad y trabajó en la década de 1850 como ginecóloga y pediatra. También ofrecía clases nocturnas para trabajadores de ambos sexos.
Seguidora de las ideas socialismo utópico de Étienne Cabet, inició su compromiso político en 1940 con la publicación de dos novelas de crítica social Le Fils du réprouvé (1844) bajo el seudónimo "Félix Lamb". Desempeñó un papel público y activo durante la Revolución de 1848, fundando con otras mujeres la Sociedad para la emancipación de las mujeres de la que fue secretaria. El objetivo de la organización era la batalla por la libertad y los derechos civiles de las mujeres.
Exigió el restablecimiento del divorcio el 16 de marzo de 1848.
Tras la elección de Luis Napoleón Bonaparte como presidente de la Segunda República, se convirtió en comadrona, continuando su lucha por la emancipación de la mujer que ella definía así: "Emancipar a las mujeres significa reconocerlas y declararlas libres, iguales a los hombres ante la ley social y moral y ante el trabajo.". Se opuso en particular a las teorías de los principales filósofos  de su época sobre la inferioridad femenina.
La publicación de su artículo M. Proudhon et la question des Femmes (M. Proudhon y la cuestión de la mujer), en el número de diciembre de 1856 de la Revue Philosophique et religieuse, desencadenó una controversia con este último que publicó una carta en respuesta en 1857 en la misma revista, en la que se negaba a responder a sus argumentos invocando "su inferioridad intelectual natural".
Héricourt', firme defensora de la Independencia material y moral de las mujeres respondió que “emancipar a la mujer es reconocerla y declararla libre, igual al hombre ante la ley social y moral y ante el trabajo".
En 1860, publicó su obra principal, La Femme enfranchie, réponse à MM. Michelet, Proudhon, Émile de Girardin, Legouvé, Comte et autres novateurs modernes. 
Tras la traducción de esta obra al inglés, se trasladó a Estados Unidos donde permaneció hasta 1872, participando en las actividades de las feministas estadounidenses.

## Reconocimiento
- Una calle del barrio de Vareilles de su ciudad natal, Besançon, lleva su nombre, al igual que una sala de la residencia universitaria de Bouloie.

## Obras
- Jenny P. d’Héricourt (1860). La Femme affranchie : réponse à MM. Michelet, Proudhon, É. de Girardin, Legouvé, Comte et autres novateurs modernes. Bruxelles.
- Félix Lamb (1844). Le Fils du réprouvé (2 vol. in-8). Paris: Pétion.